# Коралова акула
Коралова акула (Atelomycterus) — рід акул з родини Котячі акули ряду Кархариноподібні. Має 6 видів.

## Опис
Загальна довжина представників цього роду коливається від 50 см до 1 м. Голова помірного розміру. Ніздрі розширені. Очі «котячі», подовжені. На спині присутні 2 плавця середнього розміру. Вони мають однаковий розмір. Другий плавець близько розташовано до хвостового плавця. Верхня лопать хвостового плавця широка та видовжена. Нижня лопать мало розвинена. Особливістю цих акул є забарвлення. Шкіра переважно сірого, бурого або світло-коричневого кольору, що вкрита плямами або смужками різного розміру. Переважно вони темніше за основний фон. Колір очей коричневий або сірий.

## Спосіб життя
Трапляються на мілині або на невеличких глибинах, часто біля коралових рифів. Звідси походить їх назва. Полюбляють піщані, мулові або кам'янисті ґрунти. Живиться дрібною рибою та донними безхребетними.
Це яйцекладні акули.

## Розповсюдження
Мешкають в Бенгальській затоці та Аравійському морі Індійського океану, у водах Південно-Східній Азії та біля узбережжя Австралії.

## Види
- Atelomycterus baliensis  White, Last & Dharmadi, 2005
- Atelomycterus erdmanni  Fahmi & White, 2015
- Atelomycterus fasciatus  Compagno & Stevens, 1993
- Atelomycterus macleayi  Whitley, 1939
- Atelomycterus marmoratus  Bennett, 1830
- Atelomycterus marnkalha  Jacobsen & Bennett, 2007